# Cantones de Luxemburgo
El cantón es una división administrativa del Gran Ducado de Luxemburgo, situada entre el distrito y la comuna.

## Lista

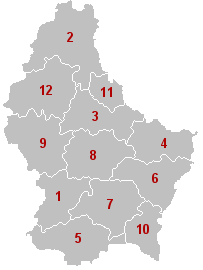
Mapa de Luxemburgo indicando la división territorial en cantones. Cada número corresponde a un cantón en la lista de la izquierda.

La siguiente lista muestra los 12 cantones de Luxemburgo clasificados por orden alfabético. El número asignado a cada cantón permite situarlos en el mapa de al lado.
| N.º | Cantón           | Capital          | Distrito     | Población (2013) | Superficie (km²) | Densidad (hab./km²) |
| --- | ---------------- | ---------------- | ------------ | ---------------- | ---------------- | ------------------- |
| 1   | Capellen         | Capellen         | Luxemburgo   | 42,635           | 199              | 214                 |
| 2   | Clervaux         | Clervaux         | Diekirch     | 16,115           | 332              | 49                  |
| 3   | Diekirch         | Diekirch         | Diekirch     | 29,755           | 239              | 138                 |
| 4   | Echternach       | Echternach       | Grevenmacher | 17,276           | 186              | 93                  |
| 5   | Esch-sur-Alzette | Esch-sur-Alzette | Luxemburgo   | 157,757          | 243              | 650                 |
| 6   | Grevenmacher     | Grevenmacher     | Grevenmacher | 26,673           | 211              | 126                 |
| 7   | Luxemburgo       | Luxemburgo       | Luxemburgo   | 162,464          | 238              | 681                 |
| 8   | Mersch           | Mersch           | Luxemburgo   | 28,542           | 224              | 127                 |
| 9   | Redange          | Redange          | Diekirch     | 16,738           | 267              | 63                  |
| 10  | Remich           | Remich           | Grevenmacher | 19,845           | 128              | 155                 |
| 11  | Vianden          | Vianden          | Diekirch     | 4,621            | 54               | 85                  |
| 12  | Wiltz            | Wiltz            | Diekirch     | 14,618           | 265              | 55                  |